# دحمونی
دحمونی (به عربی: دحمونی) یک شهرداری در الجزایر است که در استان تیارت واقع شده‌است.